# Леон, Мария
Мария Леон (исп. María León Barrios; род. 30 июля 1984, Севилья, Испания) — испанская актриса

. Лауреат премии Гойя (2011).

## Биография
Леон стала самой известной за свою роль в фильме 2011 года «Спящий голос», за которую она получила премию Гойи за лучшую новую актрису. Она играет главную роль Кармен в «Allí abajo» с 2015 года, которая включает в себя выступления её матери, Кармины Барриос. Она также выступала вместе со своим братом Пако Леоном в его шоу «Aída» и в «The House of Flowers» (играя братьев и сестер в последнем), а также выступала в качестве персонажа, основанного на ней самой, в фильме «Carmina or Blow Up» режиссёра Пако, в которых снималась их мать.
Леон расширила свою работу в 2019 году, снявшись в заключительном сезоне «Allí abajo», а также в «Доме цветов» и фильмах «Escapada» и «Los Japón». Она также сняла фильм «La lista de los deseos», драматическую комедию о раке молочной железы, с Викторией Абриль и выступила в версии «Йермы» в театре в Гранаде, Валенсии и Севилье.